# Cieszki
Cieszki – wieś w Polsce położona w województwie mazowieckim, w powiecie żuromińskim, w gminie Lubowidz. Ma status sołectwa.
Wierni Kościoła rzymskokatolickiego należą do parafii św. Andrzeja Apostoła w Lubowidzu.
W latach 1975–1998 miejscowość administracyjnie należała do województwa ciechanowskiego.
W Cieszkach  urodziła się Błogosławiona Klara Ludwika Szczęsna.